# 方中信
方中信（英語：Alex Fong Chung-shun，1963年3月17日—），本名符力，男演員，活躍於香港和澳門兩地。憑《旺角黑夜》獲第5屆華語電影傳媒大獎影帝，并獲提名香港電影金像獎最佳男主角。方中信畢業於澳門名校粵華中學。其妻為1993年香港小姐冠軍莫可欣。
除了演艺工作外，方中信还是一名赛车手。他於2014年参与在珠海国际赛车场举办的克里欧杯中国系列赛，获得第三名。

## 早年經歷
方中信出生於葡屬澳門， 籍貫為海南省文昌市，爸爸是澳娛賭場荷官。方中信在澳門鮑思高粵華小學和粵華中學畢業之後到香港擔任模特兒。同時也在黃克競工業學院修讀旅遊系文憑課程，現已畢業。其後於1986年被介紹入影視圈。

## 演藝經歷
1986年拍攝《逃出珊瑚海》而入行。1987年，主演電影《朝花夕拾》，飾演“方中信”，因這樣而有了藝名方中信。
1992年加入無綫電視（TVB）。6月，與吳鎮宇、胡慧中主演香港黑道電影《勝者為王》，飾演狄峰一角。1993年，與王菲、林保怡主演奇幻電視劇《千歲情人》飾演烈風；
1994年，參演郭晉安主演的TVB電視《生死訟》，飾演馬洋。該劇亦是方中信所有參演TVB劇集中唯一的反派角色。
1996年因得罪高層離開TVB，事業進入谷底，在接下來的2年內幾近無戲可拍。
1998年加入“嘉禾”，在這一年他共拍攝包括《龍在江湖》、《風雲之雄霸天下》和《愈墮落愈英雄》在內的5部電影，並參演電視劇《特區大亨》，飾演金島集團總經理蒙戰。
2000年憑《驚天動地》榮獲台北電影節年度最佳演員獎。
2000年6月重返TVB。2001年，與王喜、陳慧珊、蒙嘉慧主演TVB電視《烈火雄心II》，飾演消防隊長唐明；同年在電視劇《一切從結婚開始》中首次擔任監製，並飾演男主角洛天。
2002年9月，與蔣志光、錢嘉樂主演電視劇《花樣中年》，飾演獨身的廣告公司創作總監“韋福榮”，一個困惑與幽默並重的中年男子
2004年，與黃秋生、邵美琪主演TVB電視劇《廉政行動2004》，飾演Michael。
2005年，與吳彥祖、張柏芝主演電影《旺角黑夜》，提名第24屆香港電影金像獎最佳男主角，奪得第5屆華語傳媒大獎最佳男主角。
2006年6月，參演內地劇《愛情新呼吸》，飾演黃明正。
2007年，著名作家及製作人瓊瑤邀請他出演電視劇《又見一簾幽夢》，飾演費云帆一角。
2008年5月，主演時尚電影《時尚先生》；參演徐克導演的電影《女人不壞》；參演陳坤主演的電視劇《新不了情》，飾演劉浩雲。
2009年9月，參演范冰冰工作室出品的范冰冰、周渝民主演的電視《金大班》，飾演郭世宏；年底，主演電影《大有前途》，與劉樺飾演一對漸成水火的歡喜冤家。2010年7月，參演電影《槍王之王》，飾演苗志舜；10月，與李晨主演電影《廬山戀2010》。
2011年1月，參演TVB以精神醫學為題材的時裝電視劇《仁心解碼》，飾演精神科醫生高立仁；4月，參演電影《關雲長》飾演劉備；6月，參演建黨90週年獻禮片《建黨偉業》飾演楊度一角；7月，主演都市情色電影《一夜未了情》，與女主角李小冉在戲中有大量情慾戲；8月，參演古天樂、吳彥祖、劉青雲領銜主演的電影《竊聽風雲2》，飾演會所經理。
2012年，參演TVB時裝醫學電視劇《仁心解碼II》，飾演法醫精神科顧問醫生高立仁；12月，參演首套以澳門為主題的、“第五十六屆亞太影展”電影《澳門街》，出演其中的一個單元故事《水泥》，扮演有著大肚腩的澳門治安警。完成《仁心解碼II》一劇後，合約正式約滿，與TVB再無合約關係，後簽約為英皇電影旗下藝人。
2014年，與吳秀波、姚晨主演內地劇《離婚律師》，飾演律師“吳文輝”。
2015年底回巢TVB，以自由身身份與廖啟智拍攝重頭劇《律政強人》，飾演事務律師“張強”。

## 爭議事件
2020年2月16日於新冠肺炎疫情肆虐期間，方中信與警務處處長鄧炳強、總警司謝振中和多名藝人包括成龍、曾志偉、譚詠麟等，出席晨曦明星隊晚宴，是次晚宴的短片與照片在網上瘋傳並惹熱議。

## 演出作品

### 電影

#### 電影（香港）
| 年份   | 電影名                   | 角色              | 合作演員                                   | 備註                                                              |
| 1985年 | 天使出更                 |                   | 張堅庭、鄭丹瑞、林建明                     |                                                                   |
| 1986年 | 逃出珊瑚海               | Alex              | 陳奕詩、江顯揚、左燕翎                     |                                                                   |
| 1987年 | 天使行動                 |                   | 李賽鳳、呂少玲、大島由加里                 |                                                                   |
| 1987年 | 朝花夕拾                 | 方中信            | 夏文汐、吳家麗、夏萍                       |                                                                   |
| 1988年 | 喜寶                     | 阮丹尼            | 羅慧娟、柯俊雄、黎燕珊                     |                                                                   |
| 1988年 | 天使行動2之火鳳蛟龍      |                   | 李賽鳳、呂少玲、陳庭威                     |                                                                   |
| 1989年 | 我愛唐人街               |                   | 呂良偉、利智、吳啟華                       |                                                                   |
| 1989年 | 天使行動3魔女末日        |                   | 李賽鳳、夏雲娜、陳成貴                     |                                                                   |
| 1990年 | 小偷阿星                 |                   | 周星馳、胡慧中、陳觀泰                     |                                                                   |
| 1990年 | 地頭龍                   | 湯馬斯            | 吳家麗、胡慧中、西脇美智子                 |                                                                   |
| 1990年 | 橫衝直撞火鳳凰           | Fire Phoenix      | 吳家麗、胡慧中、萬梓良                     |                                                                   |
| 1990年 | 棄卒                     |                   | 吳家麗、鄭浩南、苗僑偉                     |                                                                   |
| 1990年 | 血在風上                 | 陳金誠            | 吳家麗、李子雄、陳玉蓮                     |                                                                   |
| 1991年 | 佈局                     |                   | 任達華、孫建、朱寶意                       |                                                                   |
| 1991年 | 禁海蒼狼                 |                   | 萬梓良、苗僑偉、王冠雄                     |                                                                   |
| 1991年 | 卿本佳人                 |                   | 葉玉卿、曾小燕、邱月青                     |                                                                   |
| 1991年 | 雞鴨戀                   |                   | 任達華、劉嘉玲、梁韻蕊                     |                                                                   |
| 1991年 | 破繭急先鉾               |                   | 呂良偉、夏志珍、何家駒                     |                                                                   |
| 1991年 | 驚天龍虎豹               | 田中              | 玄智慧、胡慧中、宮本洋子                   |                                                                   |
| 1992年 | 浪子殺手霸王花           |                   | 劉志榮、谷峰、高飛                         |                                                                   |
| 1992年 | 舞男情未了               |                   | 任達華、關之琳、葉玉卿                     |                                                                   |
| 1992年 | 勝者為王                 |                   | 胡慧中、西脇美智子、萬梓良                 |                                                                   |
| 1992年 | 俾鬼玩                   |                   | 鄭艶麗、陳觀泰、成奎安                     |                                                                   |
| 1992年 | 鬼整人                   |                   | 谷峰、曾小燕、張國強                       |                                                                   |
| 1992年 | 愛在明天                 |                   | 鄭艶麗、陳蓓琪                             |                                                                   |
| 1992年 | 霹靂寳座                 |                   | 林威、西脇美智子、午馬                     |                                                                   |
| 1992年 | 鬼域的故事               |                   | 楊寶玲、鄭浩南、高飛                       |                                                                   |
| 1992年 | 色降2之血玫瑰            |                   | 曾小燕、汪永芳、黃偉良                     |                                                                   |
| 1992年 | 五月櫻唇                 |                   | 陳寶蓮、曹査理、劉莉莉                     |                                                                   |
| 1992年 | 花街狂奔                 |                   | 陳寶蓮、村上麗奈、周比利                   |                                                                   |
| 1992年 | 警網雄風                 | 高正輝            | 李賽鳳、周比利、沈威                       |                                                                   |
| 1993年 | 虎穴屠龍之轟天陷阱       |                   | 呂良偉、鄭浩南、翁虹                       |                                                                   |
| 1993年 | 廟街十三妹               |                   | 大島由加里、羅鋭、鍾發                     |                                                                   |
| 1993年 | 艶降                     |                   | 吳家麗、西脇美智子、樓南光                 |                                                                   |
| 1993年 | 馬路天使                 | Angel Of The Road | 李麗珍、陳觀泰、吳孟達                     |                                                                   |
| 1993年 | 偸情保護令               | Heart Stealer     | 陳雅倫、劉千愉、猛丁哥                     |                                                                   |
| 1994年 | 性迷宮                   |                   | 吳雪雯、莫家堯、陳冬梅                     |                                                                   |
| 1994年 | 警花肉搏強姦黨           | 牛欄昌（阿昌）    | 李綺霞、黃秋生、陳惠敏                     |                                                                   |
| 1994年 | 愛情色香味               |                   | 周海媚、林祖輝、張蘭英                     |                                                                   |
| 1994年 | 姉妹情深                 |                   | 袁詠儀、伍詠薇、鄭丹瑞                     |                                                                   |
| 1994年 | 愛是手段                 |                   | 麥翠嫻、曹眾                               |                                                                   |
| 1994年 | 再見浪漫                 |                   | 李婉華、黎芷珊、顏國梁                     |                                                                   |
| 1995年 | 迷情特警                 |                   | 韓俊、萬綺雯、伍國健                       |                                                                   |
| 1995年 | 野性的邂逅               |                   | 周嘉玲、鄭浩南、王敏徳                     |                                                                   |
| 1995年 | 影子情緣                 |                   | 魯振順、羅慧娟、嚴秋華                     |                                                                   |
| 1996年 | 天若有情3之烽火佳人      |                   | 劉德華、吳倩蓮、樊志剛                     |                                                                   |
| 1997年 | 愛上百分百英雄           |                   | 鄭伊健、梁詠琪、陳小春                     |                                                                   |
| 1997年 | 神偷諜影                 | Stanley           | 楊采妮、李綺紅、王合喜                     |                                                                   |
| 1997年 | 十萬火急                 | 張文傑( Raymond)  | 黃浩然、黃卓玲、李若彤                     |                                                                   |
| 1998年 | 風雲之雄覇天下           | 聶人王            | 千葉真一、伍詠微                           |                                                                   |
| 1998年 | 濠江風雲                 | 小廖              | 任達華、鄭則士、郭可盈                     |                                                                   |
| 1998年 | 古惑仔情義篇之洪興十三妹 | 可樂              | 吳君如、楊恭如、金興賢、關海山             |                                                                   |
| 1998年 | 龍在江湖                 | Michael           | 關秀媚、梁詠琪、劉德華                     |                                                                   |
| 1998年 | 毎天愛你八小時           |                   | 關秀媚、童愛玲、蔡少芬                     | 入圍第18屆香港電影金像獎最佳男配角 入圍第35屆金馬獎最佳男配角     |
| 1998年 | 強姦3之OL誘惑            |                   | 張慧儀、雷宇揚、張文慈                     |                                                                   |
| 1998年 | 我愛你                   |                   | 袁詠儀、黃佩霞、吳鎮宇                     |                                                                   |
| 1998年 | 愈墮落愈英雄             | 冷森              | 陳錦鴻、周海媚、馮德倫                     |                                                                   |
| 1999年 | 驚天動地                 |                   | 陳子聰、鄭浩南、林美貞                     | 第三屆台北電影節年度最佳演員                                      |
| 2000年 | 沒有你沒有我             |                   | 蒙嘉慧、羅蘭、吳國敬                       |                                                                   |
| 2000年 | 槍王                     | 苗志舜            | 張國榮、陳法蓉、黃卓玲                     |                                                                   |
| 2000年 | 月亮的秘密               |                   | 李嘉欣、李綺虹、范文芳                     |                                                                   |
| 2000年 | 新家法                   | 紳士勝            | 古天樂、楊恭如、蘇志威、雷宇揚、吳志雄     |                                                                   |
| 2001年 | 險角                     |                   | 張智堯、安雅、林立三                       |                                                                   |
| 2001年 | 慾望之城                 |                   | 吳君如、何超儀、楊恭如                     |                                                                   |
| 2001年 | 正將                     |                   | 郭羨妮、陳小春、王合喜                     |                                                                   |
| 2002年 | 致命性騒擾               |                   | 張文慈、齊沚瑤、陶大宇                     |                                                                   |
| 2003年 | 古宅心慌慌               |                   | 蔡卓妍、鍾欣桐、黃浩然                     |                                                                   |
| 2003年 | 行運超人                 | 葉父              | 楊千嬅、梁朝偉                             |                                                                   |
| 2004年 | 驚心動魄                 |                   | 鍾麗緹、侯莎莎、洪天明                     |                                                                   |
| 2004年 | 旺角黑夜                 | 苗志舜            | 張栢芝、吳彥祖、錢嘉樂、王合喜             | 第五屆華語傳媒大獎最佳男主角 入圍第24屆香港電影金像獎最佳男主角   |
| 2004年 | 誓不低頭                 |                   | 蒙嘉慧、錢嘉樂、陳宇琛                     |                                                                   |
| 2004年 | 爆裂都市                 |                   | 任達華、自田久子、千葉真一                 |                                                                   |
| 2005年 | 怪物                     |                   | 舒淇、林嘉欣、周顯欣                       |                                                                   |
| 2005年 | 千杯不醉                 | 九哥              | 楊千嬅、吳彥祖、錢嘉樂                     | 入圍第25屆香港電影金像獎最佳男配角 入圍第42屆金馬獎入圍最佳男配角 |
| 2005年 | 阿嫂                     | 花哥              | 任達華、曾志偉、劉心悠、黃秋生             |                                                                   |
| 2005年 | 神經俠侶                 |                   | 容祖兒、陳奕迅、錢嘉樂                     |                                                                   |
| 2006年 | 天行者                   | 宋國明            | 鄭伊健、馮德倫、狄龍、吳嘉龍、郭鋒         |                                                                   |
| 2006年 | 鬼眼刑警                 |                   | 谷祖琳、森美、洪天明                       |                                                                   |
| 2008年 | 女人不壞                 |                   | 張雨綺、周迅、桂綸鎂                       |                                                                   |
| 2009年 | 竊聽風雲                 | 李光              | 劉青雲、古天樂、吳彥祖、林嘉華、張靜初     | 入圍第29屆香港電影金像獎最佳男配角                                |
| 2010年 | 飛砂風中轉               | 火水哥            | 陳小春、鄭伊健、葉璇、余安安、郭鋒         |                                                                   |
| 2010年 | 槍王之王                 | 苗志舜            | 吳彥祖                                     |                                                                   |
| 2011年 | 竊聽風雲2                | Simon             | 古天樂                                     |                                                                   |
| 2011年 | 關雲長                   | 劉備              | 甄子丹、錢小豪、王學兵                     |                                                                   |
| 2012年 | 大魔術師                 | 陳國              | 梁朝偉、周迅、吳剛                         |                                                                   |
| 2014年 | 竊聽風雲3                | 陸永富            | 劉青雲、古天樂、林嘉華、林家棟、葉璇、黃奕 | 入圍第34屆香港電影金像獎最佳男配角                                |
| 2014年 | 一個人的武林             |                   | 甄子丹、王寶強、楊采妮                     |                                                                   |
| 2015年 | 暴瘋語                   | 雷醫生            | 劉青雲、黃曉明、孫佳君、冼色麗             |                                                                   |
| 2015年 | 巴黎假期                 |                   | 古天樂、郭采潔                             |                                                                   |
| 2016年 | Good Take!               | 澳門治安警        | 周柏豪、葉童、陳穎欣                       | 單元《水泥》                                                      |
| 2017年 | 妖鈴鈴                   | 阿仁              | 吳君如、吳鎮宇                             |                                                                   |
| 2018年 | 無雙                     | 何局長            | 周潤發、郭富城、廖啟智                     |                                                                   |
| 2018年 | 武林怪獸                 | 孫玉鶴            | 古天樂                                     |                                                                   |
| 2019年 | 廉政風雲 煙幕            | 馬旭文            | 劉青雲、張家輝                             |                                                                   |
| 2021年 | 一級指控                 | 雷有輝            |                                            |                                                                   |
| 2022年 | 倚天屠龍記之九陽神功     | 楊 逍             | 古天樂                                     |                                                                   |
| 2022年 | 倚天屠龍記之聖火雄風     | 楊 逍             | 古天樂                                     |                                                                   |
| 2022年 | 邊緣行者                 | 程國斌            | 任賢齊、張兆輝                             |                                                                   |
| 2023年 | 掃毒3人在天涯            | 陳守仁            | 古天樂、郭富城                             |                                                                   |
| 2023年 | 別叫我“賭神”             | 中SIR             | 周潤發、廖啟智                             |                                                                   |
| 2023年 | 金手指                   | Kelvin            | 梁朝偉、劉德華                             |                                                                   |
| TBA    | 衝鋒                     | 鄭志斌            | 呂良偉                                     |                                                                   |

#### 電影（台灣）
| 年份   | 電影名               | 角色                  | 合作演員                | 備註 |
| 1990年 | 魔幻紫水晶           | Magic Amethyst        | 林小樓、胡慧中、劉少君  |      |
| 1991年 | 妖女鬪師公           |                       | 劉少君、午馬、谷峰      |      |
| 1991年 | 貓變                 |                       | 大島由加里、沈威、田 明 |      |
| 1993年 | 七俠五義之五鼠鬧東京 | Kungfu Cat Love Mouse | 黃秋生、鄭浩南、楊麗菁  |      |

#### 電影（中國大陸）
| 年份   | 電影名     | 角色  | 合作演員               | 備註                                 |
| 2007年 | 大有前途   |       | 林 苑、童愛玲、張達明  |                                      |
| 2008   | 非誠勿擾   |       | 舒淇、葛優、胡可       |                                      |
| 2008   | 時尚先生   |       | 孔 維、張 靜、呂玉來   | 第五屆電影頻道傳媒大獎入圍最佳男主角 |
| 2009年 | 藍色矢車菊 |       | 范文芳、張震、江一燕   |                                      |
| 2010年 | 廬山戀2010 |       | 秦 嵐、李廣斌、吳東偉  |                                      |
| 2011年 | 建黨偉業   | 楊度  | 周潤發、爾東昇、劉德華 |                                      |
| 2011年 | 一夜未了情 |       | 李小冉、周海媚、丁勇岱 |                                      |
| 2012年 | 母语       |       | 秦嵐、汪裴、方子春     | 又名:男女關係之密語                  |
| 2013年 | 全城高考   |       | 喬 喬、譚傑希、吳俊餘  |                                      |
| 2013年 | 時光戀人   |       | 李小璐、伊能靜、立威廉 | 原名:勇敢遊戲                        |
| 2014年 | 觸不可及   |       | 孫紅雷、桂綸鎂         |                                      |
| 2016年 | 我是處女座 | David | 安以軒                 |                                      |
| 2018年 | 夢境之源   |       | 陳志朋                 |                                      |

### 電視劇

#### 電視劇（無綫電視）
| 年份   | 劇名               | 英文名                  | 角色                 | 合作演员                                                    |
| 1992年 | 九反威龍           | Crime Fighters          | 狄晖                 | 與邵美琪、鄭伊健、曾偉權合演                                |
| 1993年 | 千歲情人           | Eternity                | 烈风                 | 與王 菲、宣 萱、單立文、歐陽莎菲合演                        |
| 1994年 | 生死訟             | The Intangible Truth    | 马洋                 | 與郭晉安、關詠荷、鄧萃雯、張 延合演                         |
| 1995年 | 廉政英雌之火槍柔情 | ICAC Investigators      | 莊文軒               | 與關詠荷、鄧萃雯、商天娥、曾偉權、李子雄合演                |
| 1998年 | 愛在暴風的日子     | Before Dawn             | 骆俊                 | 與林文龍、魏駿傑、黎美嫻、夏韶聲合演                        |
| 2002年 | 烈火雄心II         | Burning Flame II        | 唐明（Wilson）       | 與王 喜、張可頤、蒙嘉慧、陳慧珊、文頌嫻合演                 |
| 2003年 | 花樣中年           | Life Begins At Forty    | 韦福榮 (Ray少)       | 與佘詩曼、錢嘉樂、蔣志光、向海嵐合演                        |
| 2003年 | 駁命老公追老婆     | Love Again              | 梁德华/劉福榮        | 與郭羡妮、袁彩雲、湯盈盈、唐 寧合演                         |
| 2004年 | 爭分奪秒           | Split Second            | 馮志偉               | 與蒙嘉慧、姚嘉妮、袁彩雲、魏駿傑合演                        |
| 2004年 | 廉政行動2004       | Crime Investigators     | 鄧俊賢（Michael）    | 與蒙嘉慧、唐文龍、黃秋生、邵美琪合演                        |
| 2007年 | 建築有情天         | Building Blocks Of Love | 鍾國強               | 與伍詠薇、楊怡、洪天明、苑瓊丹合演                          |
| 2011年 | 仁心解碼           | A Great Way To Care     | 高立仁 (細Dee、高人) | 與徐子珊、黃浩然、蒋志光、陳芷菁合演                        |
| 2013年 | 仁心解碼II         | A Great Way To Care II  | 高立仁 (高人)        | 與蒙嘉慧、楊 怡、黃智賢、蒋志光、蕭正楠、陳茵媺、徐子珊合演 |
| 2016年 | 律政強人           | Law dis-Order           | 張強 （Kent）        | 與廖啟智、曹永廉、郭少芸、黃智雯、李佳芯合演                |

#### 電視劇（台灣）
| 年份   | 劇名           | 英文名                       | 角色 | 合作演员                                            |
| 2002年 | 一切從結婚開始 | Just In Time For The Wedding | 洛天 | 與楊恭如、陳俊生、六 月、張維錫、陳熙鋒、郭淑賢合演 |

#### 電視劇（香港亞視）
| 年份   | 劇名     | 英文名         | 角色   | 合作演员                             |
| 1997年 | 國際刑警 | Interpol       | 程展骥 | 與鄧萃雯、楊恭如、陳惠敏、劉松仁合演 |
| 2000年 | 影城大亨 | Showbiz Tycoon | 仇文杰 | 與劉嘉玲、周海媚、張慧儀、陳芷菁合演 |

#### 電視劇（香港電台）
| 年份   | 劇名       | 英文名 | 角色  | 合作演员                             |
| 2003年 | 執法群英II | -      | 方sir | 與林家棟、陳鍵鋒、車婉婉、蔡子健合演 |

#### 電視劇（中國大陸）
| 年份   | 劇名                | 英文名                       | 角色           | 合作演员                              |
| 1996年 | 女人的故事          | -                            | 邵本懷         | 與林熙蕾、羅慧娟、黄 磊、劉松仁合演   |
| 1998年 | 特區大亨            | -                            | 蒙战           | 與伍詠薇、李勇勇、翁 虹、湯鎮宗合演   |
| 1999年 | 情牽日月星          | Love Is In The Air           | 程天佑         | 與楊恭如、吳倩蓮、李亞鵬、詹小楠合演  |
| 1999年 | 風雲變              | -                            | 歸慕农         | 與李婉華、溫碧霞、葉麗仪、張水發合演  |
| 2001年 | 都市情緣            | Money Game                   | 曹永康         | 與吳倩蓮、周 迅、施 羽、郎 雄合演     |
| 2005年 | 浴火鳳凰            | Phoenix Of The Ashes         | 向隨緣         | 與黃 奕、王 晶、楊恭如、馮寶寶合演    |
| 2005年 | 中華英雄            | Legend Of Hero               | 無敵           | 與何潤東、秦 嵐、安以軒、陳冠霖合演   |
| 2005年 | 天若有情II          | Endless Love                 | 江永生         | 與董 潔、張惠春、孫耀威、柯淑勤合演   |
| 2006年 | 愛情新呼吸          | New Breath Of Love           | 黃明正         | 與陳怡蓉、林 峯、安以軒、姜 華合演    |
| 2007年 | 又見一簾幽夢        | Dreams Link                  | 費雲帆         | 與張嘉倪、秦 嵐、保劍鋒、曾之喬合演   |
| 2007年 | 雪山飛狐            | Fox Volant Of Snowy Mountain | 苗人鳳         | 與鍾欣桐、聶 遠、朱 茵、吕 一合演     |
| 2009年 | 新不了情            | C'est La Vie, Mon Chéri      | 劉浩雲         | 與陳坤、薛凱琪、陳小藝、余安安合演    |
| 2009年 | 金大班              | Jintai-Pan                   | 郭世宏         | 與范冰冰、周渝民、范文芳、秦 沛合演   |
| 2012年 | 血色黎明            | -                            | 譚四           | 與雷 雷、過齊鳴、藍 燕、湯鎮業合演    |
| 2013年 | 小洋樓              | -                            | 司馬祖蔭       | 與何 晴、鄔君梅、白慶琳、何 珺合演    |
| 2014年 | 離婚律師            | Divorce Lawyers              | 吳文輝         | 與吳秀波、姚晨合演                    |
| 2015年 | 芈月傳              | Legend of MiYue              | 赢驷           | 與孙俪、劉濤、馬蘇、高雲翔、黃軒合演  |
| 2016年 | 六扇門              |                              | 「齊王」朱見溢 | 與林 峯、迪麗熱巴、應昊茗、孫耀琦合演 |
| 2018年 | 人生若如初相見      |                              | 易繼培         | 與韓東君、孫怡合演                    |
| 2018年 | 玄門大師            |                              | 東皇太一       |                                       |
| 2019年 | PTU機動部隊(網絡劇) |                              | 劉建暉         |                                       |
| 2019年 | 海棠经雨胭脂透      |                              | 朗斯年         |                                       |
| 2024年 | 燦爛的風和海        |                              | 徐志强         |                                       |
| 待播   | 新神雕侠侣          |                              | 「東邪」黃藥師 |                                       |

#### 短劇（無綫電視）
| 年份   | 劇名             | 備註                         |
| 2004年 | 富豪海灣至尊家緣 | 與陳慧琳、曹永廉、楊思琦合演 |

#### 電視電影（無綫電視）
| 年份   | 劇名       | 英文名                        | 備註                                 |
| 1991年 | 危情共舞   | Last Dance                    | 與周海媚、羅慧娟、李國麟合演         |
| 1992年 | 再世情未了 | Passions across Two Lifetimes | 與郭藹明、朱鐵和、李麗麗合演         |
| 1992年 | 魅影迷情   | Till Death, Us Do Part        | 與陳淑蘭、崔加寶合演                 |
| 1993年 | 愛到盡頭   | Can't Stop Loving You         | 與陳玉蓮、林保怡、盧敏儀、李麗麗合演 |
| 1994年 | 末路危情   | A Story of Two Drifters       | 與郭可盈、李成昌、何浩源合演         |
| 2002年 | 冥約       | The Healing Spirit            | 與郭可盈、曹永廉、陳伶俐合演         |

### 音樂MV演出

#### 音樂MV演出（香港）
| 年份   | 歌名     | 備註           |
| 1994年 | 猶豫不決 | 參與楊采妮的MV |
| 2004年 | 前所未見 | 參與陳慧琳的MV |

#### 音樂MV演出（中國大陸）
| 年份   | 歌名     | 備註                   |
| 2013年 | 閬中之戀 | 參與沙寶亮、姚貝娜的MV |

## 外部連結
- 方中信alex的新浪微博
- 方中信的新浪博客
- 方中信在互联网电影资料库（IMDb）上的資料（英文）
- 在AllMovie上方中信的頁面（英文）
- 在AllMovie上方中信的頁面（英文）
- 方中信在香港影庫上的簡介
- 方中信在豆瓣上的资料（简体中文）
- 方中信在时光网上的簡介（简体中文）